# غلين هولتزمان
غلين هولتزمان (بالإنجليزية: Glenn Holtzman) هو لاعب كرة قدم أمريكية أمريكي، ولد في 9 أكتوبر 1930 في شريفبورت في الولايات المتحدة، وتوفي في 6 مايو 1980 في رينو في الولايات المتحدة بسبب نوبة قلبية.

## وصلات خارجية
- غلين هولتزمان على موقع مرجع كرة القدم المحترفة.كوم (الإنجليزية)